# Vanavana
Vanavana is een atol in de eilandengroep van de Tuamotuarchipel (Frans-Polynesië). Het atol behoort tot de gemeente  Tureia. In 2017 was het eiland niet permanent bewoond.

## Geografie
Vanavana ligt 58 km ten westen van het atol Tureia en 1090 km ten oosten van Tahiti. Het is eivormig, met een lengte van 3,5 km en een breedte van 2,2 km. Het landoppervlak bedraagt 5 km². Er is een lagune met oppervlakte van 6 km², met een smalle, nauwelijks bevaarbare doorgang naar zee. 
Het atol ontstond rond de top van een vulkaan die 40,1 tot 41,3  miljoen jaar geleden 3700 meter van de zeebodem oprees. 

## Geschiedenis
De eerste Europeaan die melding van het eiland maakte was de Britse ontdekkingsreiziger Frederick Beechey op 25 januari 1826. Rond 1850 werd het eiland Frans territorium; er woonden toen ongeveer 20 mensen. In de loop van de 20ste eeuw raakte het atol onbewoond. In het noorden bevinden zich nog gebouwen die worden gebruikt als er door bewoners van andere eilanden kopra wordt gewonnen. Het eiland is grotendeels beplant met kokospalmplantages, waarvan het patroon met Google Earth (2005) duidelijk zichtbaar is. 

## Ecologie
Er komen 35 vogelsoorten voor waaronder acht soorten van de Rode Lijst van de IUCN waaronder de hendersonstormvogel (Pterodroma atrata) en endemische soorten zoals de tuamotustrandloper (Prosobonia parvirostris), tuamotujufferduif (Ptilinopus coralensis) en Tahitiaanse patrijsduif (Alopecoenas erythropterus).